# Liste der Baudenkmäler in Ramsthal
Auf dieser Seite sind die Baudenkmäler in der unterfränkischen Gemeinde Ramsthal zusammengestellt. Diese Tabelle ist eine Teilliste der Liste der Baudenkmäler in Bayern. Grundlage ist die Bayerische Denkmalliste, die auf Basis des Bayerischen Denkmalschutzgesetzes vom 1. Oktober 1973 erstmals erstellt wurde und seither durch das Bayerische Landesamt für Denkmalpflege geführt wird. Die folgenden Angaben ersetzen nicht die rechtsverbindliche Auskunft der Denkmalschutzbehörde.
 Diese Liste gibt den Fortschreibungsstand vom 16. April 2020 wieder und enthält 17 Baudenkmäler.

## Baudenkmäler
| Lage                                                     | Objekt                                          | Beschreibung | Akten-Nr.              | Bild                                                                                                   |
| -------------------------------------------------------- | ----------------------------------------------- | --- | ---------------------- | --- |
| Altenberg (Standort)                                     | Bildstock                                       | Mit flachem Sockel mit Inschrift, weinumrankter ionischer Säule auf diamantiertem Postament, Aufsatz mit rundbogiger Ädikula und Relief der Kreuzigungsgruppe, um 1700                                                                                              | D-6-72-142-17          | BW |
| Bimstal; Oberschäfftal; Schäfftal (Standort)             | Flurkreuz                                       | Sandsteinkruzifix mit gebauchtem Sockel mit Rocaille-Inschriftkartusche, bezeichnet „1786“ | D-6-72-142-20          | BW |
| Haskensteinweg (Standort)                                | Bildstock                                       | Sockel mit Inschrift, Säule mit rundbogigem Aufsatz mit Relief der Kreuzigungsgruppe, bezeichnet „1778“ | D-6-72-142-18          | BW |
| Hauptstraße (Standort)                                   | Bildstock                                       | Reliefaufsatz mit Darstellung der Kreuzigung und Kreuzbekrönung, auf Rundsäule auf Tischsockel mit Inschrift und Lorbeerkranz, Sandstein, bezeichnet „1720“ | D-6-72-142-8           | BW |
| Hauptstraße 9 (Standort)                                 | Kreuzschlepper                                  | Figur des kreuztragenden Christus, an der Basisplatte mit Inschrift, Sandstein, bezeichnet „1660“ | D-6-72-142-2           | BW |
| Hauptstraße 14 (Standort)                                | Hoftoranlage                                    | Hoftor und Pforte mit Sandsteinpfeilern, über Pforte Figurennische mit Madonnenfigur, bezeichnet „1855“ | D-6-72-142-3           | BW |
| Hauptstraße 18 (Standort)                                | Ehemaliges Wohnstallhaus                        | Zweigeschossiger, giebelständiger Krüppelwalmdachbau mit massivem Erdgeschoss und Fachwerkobergeschoss, verputzt, 16./17. Jahrhundert, mit Hausfigur des Heiligen Sebastian, 18. Jahrhundert; Einfriedung mit Rundbogenpforte, Hausteinmauerwerk, bezeichnet „1574“ | D-6-72-142-4           | BW |
| Hauptstraße 28 (Standort)                                | Wirtshausschild                                 | Schmiedeeiserner Ausleger, bezeichnet „1806“ | D-6-72-142-5           | BW |
| Hauptstraße 44 (Standort)                                | Bildstock                                       | Reliefaufsatz mit Darstellung der Heiligen Dreifaltigkeit mit Kreuzschlepperbekrönung, auf Rundsäule über Tischsockel mit Inschrift und Lorbeerkranz, Sandstein, bezeichnet „1724“                                                                                  | D-6-72-142-13          | weitere Bilder                                                                                         |
| Hauptstraße 53 (Standort)                                | Bildstock                                       | Reliefaufsatz mit Darstellung des Jesuskindes inmitten der 14 Nothelfer, auf Rundsäule über Tischsockel mit Inschrift, Sandstein, bezeichnet „1777“ | D-6-72-142-6           | weitere Bilder                                                                                         |
| Hauptstraße 85 ()                                        | Hausfigur                                       | Marienfigur des späten 19. Jahrhunderts | D-6-72-142-22          | |
| Hauptstraße 85 (an der Scheune) (Standort)               | Hausfigur                                       | 17. Jahrhundert | D-6-72-142-7           | [[Vorlage:Bilderwunsch/code!/C:50.13777,10.07193!/D:Hauptstraße 85 (an der Scheune), Hausfigur!/\|BW]] |
| Hauptstraße 106 (Standort)                               | Sühnekreuz                                      | Einfach gehauenes Steinkreuz mit Reliefdarstellung des Gekreuzigten, Rückseite mit Schwert, Sandstein, 17. Jahrhundert | D-6-72-142-9           | BW |
| Kirchgasse; Nähe Raßthaler Weg; Kirchgasse 13 (Standort) | Kirchturm der katholischen Pfarrkirche St Vitus | Quadratischer Kirchturm mit Spitzhelm, im Untergeschoss romanisch, 12./13. Jahrhundert, im späten 16. Jahrhundert unter Julius Echter aufgestockt, in den Kirchenneubau von 1959/60 einbezogen                                                                      | D-6-72-142-1           | weitere Bilder                                                                                         |
| Kirchgasse; Nähe Raßthaler Weg; Kirchgasse 13 (Standort) | Friedhofskreuz                                  | Sandsteinkruzifix auf Tischsockel mit Inschriftenkartusche, bezeichnet „1782“, „1911“, „1924“ und „1948“ | D-6-72-142-1 zugehörig | BW |
| Kirchgasse; Nähe Raßthaler Weg; Kirchgasse 13 (Standort) | Ölberg                                          | Sandstein, bezeichnet 1887 | D-6-72-142-1 zugehörig | BW |
| Kirchgasse; Nähe Raßthaler Weg; Kirchgasse 13 (Standort) | Heiligenfigur                                   | Skulptur des Heiligen Joseph mit Christuskind auf Postament, Sandstein, bezeichnet „1895“ | D-6-72-142-1 zugehörig | weitere Bilder                                                                                         |
| Kirchgasse; Nähe Raßthaler Weg; Kirchgasse 13 (Standort) | Heiligenfigur                                   | Marienfigur auf Erdkugel über Postament, Sandstein, bezeichnet „1877“ | D-6-72-142-1 zugehörig | weitere Bilder                                                                                         |
| Kirchgasse; Nähe Raßthaler Weg; Kirchgasse 13 (Standort) | Bildstock                                       | Reliefaufsatz mit Kreuzigungsdarstellung und Kreuzbekrönung, auf Rundsäule über Tischsockel, Sandstein, bezeichnet „1707“ | D-6-72-142-1 zugehörig | weitere Bilder                                                                                         |
| Marienberg (Standort)                                    | Bildstock                                       | Sockel mit Inschrift, Säule und Aufsatz mit bewegtem Umriss und Relief der Pietà, bezeichnet „1799“ | D-6-72-142-16          | BW |
| Marienberg (Standort)                                    | Bildstock                                       | Sockel mit Inschrift, ionische Säule, Aufsatz mit eingezogen rundbogiger Ädikula mit Relief der Pietà, an den Schmalseiten Heilige, frühes 18. Jh. | D-6-72-142-19          | BW |
| Ramsthaler Bach (Standort)                               | Bildstock                                       | Monolith mit rechteckigem Reliefabschluss mit Kreuzigungsszene und Vierkantschaft, Sandstein, 1719 | D-6-72-142-11          | BW |
| Winterleite (Standort)                                   | Bildstockaufsatz                                | Reliefdarstellung der Kreuzigung, Sandstein, 16. Jahrhundert | D-6-72-142-14          | BW |